# François Legault

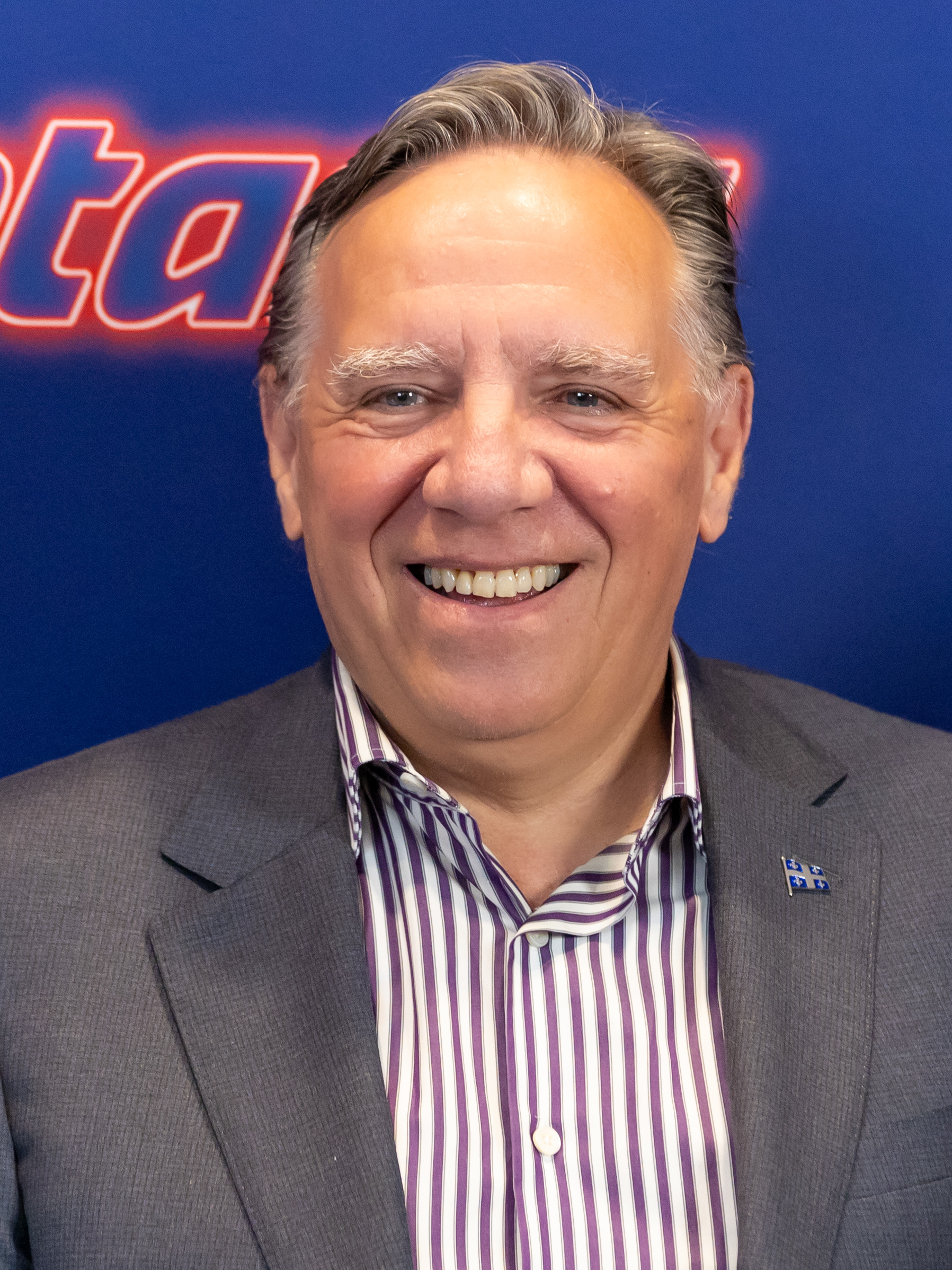
François Legault (2024)

François Legault (* 26. Mai 1957 in Montreal) ist ein kanadischer Manager, Politiker und seit 2018 Premierminister von Québec. Er ist Mitglied der Coalition Avenir Québec (CAQ) und führt die Partei seit ihrer Gründung im Jahr 2011. Legault gilt als moderat und pragmatisch. Er war davor Mitglied der separatistischen Parti Québécois.

## Laufbahn
Legault wurde in Montreal geboren. Sein Vater, Lucien Legault, war Postmeister. Seine Mutter, Pauline Schetagne, war Hausfrau und arbeitete auch als Kassiererin in einem Lebensmittelgeschäft. Legault hat einen Bachelor- und einen Master-Abschluss in Betriebswirtschaft von der HEC Montréal. Legault arbeitete als Verwalter bei der Supermarktkette Provigo und bis 1984 als Wirtschaftsprüfer bei Ernst & Young. 1985 wurde Legault Finanz- und Verwaltungsdirektor bei Nationair Canada und anschließend Marketingdirektor bei Québecair. Nach seiner Tätigkeit bei Québecair war er 1986 Mitbegründer von Air Transat, dessen Geschäftsführer er bis 1997 war.
Legault wurde 1998 Mitglied der separatistischen Parti Québécois und wurde als ihr Vertreter in die Nationalversammlung von Québec gewählt. Legault wurde von Lucien Bouchard zum Minister für Industrie und Handel ernannt. Später wurde er zum Minister für Bildung und danach zum Minister für Gesundheit und Soziales berufen. 2009 verkündete er seinen Rückzug aus der Politik. Im Februar 2011 gründete Legault zusammen mit Charles Sirois eine neue politische Bewegung mit dem Namen Coalition pour l’avenir du Québec („Koalition für die Zukunft Québecs“), die im November 2011 unter dem Namen Coalition Avenir Québec (CAQ) zu einer Partei wurde. In einem Bruch mit seiner separatistischen Vergangenheit verkündete Legault, dass eine CAQ-Regierung niemals ein Referendum über die Unabhängigkeit der Provinz abhalten werde. Die neue Sammelbewegung sollte stattdessen Wähler unabhängig von ihrem Standpunkt zur Souveränität Québecs ansprechen.
Bei ihrer ersten Wahl 2012 belegte die Partei den dritten Platz. Bei den Parlamentswahlen 2014 belegte die CAQ erneut den dritten Platz, konnte aber die Zahl ihrer Sitze erhöhen. Bei den Parlamentswahlen 2018 am 1. Oktober gewann Legault mit der CAQ 53 Sitze hinzu und erreichte insgesamt 74 Sitze, wodurch die CAQ vom dritten Platz auf eine Mehrheit von 11 Sitzen kam und Parteiführer Legault der neue Premierminister von Québec wurde. Er wurde der erste Premierminister nach 48 Jahren, der nicht von den Liberalen oder der Parti Québécois stammte.

## Privates
Legault heiratete Isabelle Brais am 7. März 1992 in Mont-Saint-Hilaire und hat zwei Kinder.